# Engie Open de Limoges 2015
L'Engie Open de Limoges  2015 è stato un torneo di tennis femminile giocato sul cemento (indoor). È stata la nona edizione del torneo, che fa parte del WTA Challenger Tour 2015. Il torneo si è giocato a Limoges in Francia dal 9 al 15 novembre 2015.

## Partecipanti

### Teste di serie
| Nazionalità | Giocatrice          | Ranking* | Testa di serie |
| ----------- | ------------------- | -------- | -------------- |
| Ucraina     | Elina Svitolina     | 20       | 1              |
| Ucraina     | Lesja Curenko       | 33       | 2              |
| Francia     | Caroline Garcia     | 35       | 3              |
| Germania    | Annika Beck         | 56       | 4              |
| Montenegro  | Danka Kovinić       | 58       | 5              |
| Russia      | Margarita Gasparjan | 59       | 6              |
| Germania    | Carina Witthöft     | 65       | 7              |
| Germania    | Anna-Lena Friedsam  | 93       | 8              |

- Ranking al 2 novembre 2015.

### Altre partecipanti
Giocatrici che hanno ricevuto una wild card:
- Tessah Andrianjafitrimo
- Caroline Garcia
- Julie Coin
- Lesja Curenko
- Mathilde Johansson
- Elina Svitolina

Giocatrici che sono passate dalle qualificazioni:
- Ekaterina Aleksandrova
- Anna Blinkova
- Andrea Gámiz
- Kateryna Kozlova

Giocatrici entrate come lucky loser:
- Barbora Krejčíková
- Mandy Minella

## Vincitrici

### Singolare
Caroline Garcia ha sconfitto in finale  Louisa Chirico per 6-1, 6-3.

### Doppio
Barbora Krejčíková e  Mandy Minella hanno sconfitto in finale  Margarita Gasparjan e  Oksana Kalašnikova per 1-6, 7-5, [10-6].